# Kuyuluk, Erzin
Kuyuluk là một xã thuộc huyện Erzin, tỉnh Hatay, Thổ Nhĩ Kỳ. Dân số thời điểm năm 2011 là 446 người.